# Segunda División de Costa Rica 2007-08
La temporada 2007-08 de la Segunda División de Costa Rica fue la edición 86° del torneo de liga de fútbol de dicho país, iniciando en agosto de 2007 y finalizando en mayo de 2008.
El equipo de Ramonense, habiendo ganado el Torneo de Clausura, se proclamó campeón en la final nacional tras vencer al ganador del Apertura que fue Grecia.

## Sistema de competición
El torneo de la Segunda División está conformado en dos partes:
- Fase de clasificación: Se integra por las 20 y 22 jornadas del torneo dependiendo del grupo.
- Fase final: Se integra por los cuartos de final, semifinales y final.

### Fase de clasificación
En la fase de clasificación se observará el sistema de puntos. La ubicación en la tabla general está sujeta a lo siguiente:
- Por juego ganado se obtendrán tres puntos.
- Por juego empatado se obtendrá un punto.
- Por juego perdido no se otorgan puntos.

En esta fase participan los 23 clubes de la Segunda División jugando en dos grupos A y B durante las 20 y 22 jornadas respectivas.
El orden de los clubes al final de la fase de calificación del torneo corresponderá a la suma de los puntos obtenidos por cada uno de ellos y se presentará en forma descendente. Si al finalizar las jornadas del torneo, dos o más clubes estuviesen empatados en puntos, su posición en la tabla general será determinada atendiendo a los siguientes criterios de desempate:
1. Mayor diferencia positiva general de goles. Este resultado se obtiene mediante la sumatoria de los goles anotados a todos los rivales, en cada campeonato menos los goles recibidos de estos.
2. Mayor cantidad de goles a favor, anotados a todos los rivales dentro de la misma competencia.
3. Mejor puntuación particular que hayan conseguido en las confrontaciones particulares entre ellos mismos.
4. Mayor diferencia positiva particular de goles, la cual se obtiene sumando los goles de los equipos empatados y restándole los goles recibidos.
5. Mayor cantidad de goles a favor que hayan conseguido en las confrontaciones entre ellos mismos.
6. Como última alternativa, el ente organizador realizaría un sorteo para el desempate.

### Fase final
Los cuatro clubes mejores calificados de cada grupo serán reubicados de acuerdo con el lugar que ocupen en la tabla general al término de la última jornada, con el puesto del número uno al club mejor clasificado, y así hasta el cuarto por cada grupo. Los partidos a esta fase se desarrollan a visita recíproca, en las siguientes etapas:
- Cuartos de final
- Semifinales
- Final

Disputan el título los dos clubes que hayan superado las etapas, coronando un campeón por cada torneo y el ganador tendría un lugar para desarrollar una gran final por el ascenso. Si un equipo repite y es campeón de los dos torneos, se proclama ascendido automáticamente.

## Torneo de Apertura

### Fase de clasificación

#### Grupo A
| Pos. | Equipo               | Pts. | PJ | PG | PE | PP | GF | GC | Dif. |
| ---- | -------------------- | ---- | -- | -- | -- | -- | -- | -- | ---- |
| 1.º  | Grecia               | 46   | 20 | 14 | 4  | 2  | 39 | 15 | 24   |
| 2.º  | América              | 39   | 20 | 11 | 6  | 3  | 37 | 16 | 21   |
| 3.º  | Guanacasteca         | 38   | 20 | 10 | 8  | 2  | 36 | 16 | 20   |
| 4.º  | Ramonense            | 35   | 20 | 10 | 5  | 5  | 34 | 21 | 13   |
| 5.º  | El Roble             | 24   | 20 | 6  | 6  | 8  | 34 | 42 | −8   |
| 6.º  | La Fortuna           | 23   | 20 | 6  | 5  | 9  | 22 | 28 | −6   |
| 7.º  | Santacruceña         | 22   | 20 | 6  | 4  | 10 | 32 | 31 | 1    |
| 8.º  | Cartagena            | 20   | 20 | 4  | 8  | 8  | 28 | 37 | −9   |
| 9.º  | Barrealeña           | 20   | 20 | 6  | 2  | 12 | 24 | 44 | −20  |
| 10.º | Belén                | 20   | 20 | 5  | 5  | 10 | 21 | 42 | −21  |
| 11.º | Municipal Puntarenas | 14   | 20 | 3  | 5  | 12 | 26 | 41 | −15  |

|  | Clasifica a los cuartos de final |

#### Grupo B
| Pos. | Equipo              | Pts. | PJ | PG | PE | PP | GF | GC | Dif. |
| ---- | ------------------- | ---- | -- | -- | -- | -- | -- | -- | ---- |
| 1.º  | Saprissa de Corazón | 49   | 22 | 15 | 4  | 3  | 46 | 20 | 26   |
| 2.º  | Limonense           | 40   | 22 | 11 | 7  | 4  | 39 | 22 | 17   |
| 3.º  | Turrialba           | 38   | 22 | 11 | 5  | 6  | 44 | 34 | 10   |
| 4.º  | Coto Brus           | 35   | 22 | 10 | 5  | 7  | 42 | 36 | 6    |
| 5.º  | Cariari             | 32   | 22 | 8  | 8  | 6  | 39 | 27 | 12   |
| 6.º  | Orión               | 32   | 22 | 9  | 5  | 8  | 29 | 29 | 0    |
| 7.º  | Barrio México       | 29   | 22 | 8  | 5  | 9  | 37 | 36 | 1    |
| 8.º  | Uruguay             | 27   | 22 | 7  | 6  | 9  | 34 | 34 | 0    |
| 9.º  | Paraíso             | 25   | 22 | 7  | 4  | 11 | 28 | 43 | −15  |
| 10.º | Sagrada Familia     | 22   | 22 | 5  | 7  | 10 | 21 | 38 | −17  |
| 11.º | Aserrí              | 20   | 22 | 3  | 11 | 8  | 29 | 37 | −8   |
| 12.º | Puriscal            | 12   | 22 | 3  | 3  | 16 | 23 | 55 | −32  |

|  | Clasifica a los cuartos de final |

### Fase final

#### Cuadro de desarrollo
|  | Cuartos de final                              | Cuartos de final                              | Cuartos de final                              | Cuartos de final                              |   |    | Semifinales                                    | Semifinales                                    | Semifinales                                    | Semifinales                                    |  |    | Final                                          | Final                                          | Final                                          | Final                                          |  |
|  | 9 de diciembre (ida) 12 de diciembre (vuelta) | 9 de diciembre (ida) 12 de diciembre (vuelta) | 9 de diciembre (ida) 12 de diciembre (vuelta) | 9 de diciembre (ida) 12 de diciembre (vuelta) |   |    | 16 de diciembre (ida) 19 de diciembre (vuelta) | 16 de diciembre (ida) 19 de diciembre (vuelta) | 16 de diciembre (ida) 19 de diciembre (vuelta) | 16 de diciembre (ida) 19 de diciembre (vuelta) |  |    | 23 de diciembre (ida) 26 de diciembre (vuelta) | 23 de diciembre (ida) 26 de diciembre (vuelta) | 23 de diciembre (ida) 26 de diciembre (vuelta) | 23 de diciembre (ida) 26 de diciembre (vuelta) |  |
|  |                                               |                                               |                                               |                                               |   |    |                                                |                                                |                                                |                                                |  |    |                                                |                                                |                                                |                                                |  |
|  |                                               |                                               |                                               |                                               |   |    |                                                |                                                |                                                |                                                |  |    |                                                |                                                |                                                |                                                |  |
|  | 1° A                                          | Saprissa                                      | 2                                             | 4                                             |   |    |                                                |                                                |                                                |                                                |  |    |                                                |                                                |                                                |                                                |  |
|  | 1° A                                          | Saprissa                                      | 2                                             | 4                                             |   |    |                                                |                                                |                                                |                                                |  |    |                                                |                                                |                                                |                                                |  |
|  | 4° B                                          | Ramonense                                     | 3                                             | 1                                             |   |    |                                                |                                                |                                                |                                                |  |    |                                                |                                                |                                                |                                                |  |
|  | 4° B                                          | Ramonense                                     | 3                                             | 1                                             |   | C1 | Saprissa                                       | 1                                              | 2                                              |                                                |  |    |                                                |                                                |                                                |                                                |  |
|  |                                               |                                               |                                               |                                               |   | C1 | Saprissa                                       | 1                                              | 2                                              |                                                |  |    |                                                |                                                |                                                |                                                |  |
|  |                                               |                                               | C2                                            | Turrialba                                     | 0 | 0  |                                                |                                                |                                                |                                                |  |    |                                                |                                                |                                                |                                                |  |
|  | 2° B                                          | América                                       | C2                                            | Turrialba                                     | 0 | 0  | 1                                              | 1                                              |                                                |                                                |  |    |                                                |                                                |                                                |                                                |  |
|  | 2° B                                          | América                                       |                                               |                                               |   |    |                                                |                                                |                                                |                                                |  |    |                                                |                                                |                                                |                                                |  |
|  | 3° A                                          | Turrialba                                     | 1                                             | 4                                             |   |    |                                                |                                                |                                                |                                                |  |    |                                                |                                                |                                                |                                                |  |
|  | 3° A                                          | Turrialba                                     | 1                                             | 4                                             |   |    |                                                |                                                |                                                |                                                |  | F1 | Saprissa                                       | 1                                              | 0                                              |                                                |  |
|  |                                               |                                               |                                               |                                               |   |    |                                                |                                                |                                                |                                                |  | F1 | Saprissa                                       | 1                                              | 0                                              |                                                |  |
|  |                                               |                                               | F2                                            | Grecia                                        | 2 | 0  |                                                |                                                |                                                |                                                |  |    |                                                |                                                |                                                |                                                |  |
|  | 1° B                                          | Grecia                                        | F2                                            | Grecia                                        | 2 | 0  | 2                                              | 3                                              |                                                |                                                |  |    |                                                |                                                |                                                |                                                |  |
|  | 1° B                                          | Grecia                                        |                                               |                                               |   |    |                                                |                                                |                                                |                                                |  |    |                                                |                                                |                                                |                                                |  |
|  | 4° A                                          | Coto Brus                                     | 0                                             | 1                                             |   |    |                                                |                                                |                                                |                                                |  |    |                                                |                                                |                                                |                                                |  |
|  | 4° A                                          | Coto Brus                                     | 0                                             | 1                                             |   | C3 | Grecia                                         | 1                                              | 3                                              |                                                |  |    |                                                |                                                |                                                |                                                |  |
|  |                                               |                                               |                                               |                                               |   | C3 | Grecia                                         | 1                                              | 3                                              |                                                |  |    |                                                |                                                |                                                |                                                |  |
|  |                                               |                                               | C4                                            | Limonense                                     | 0 | 0  |                                                |                                                |                                                |                                                |  |    |                                                |                                                |                                                |                                                |  |
|  | 2° A                                          | Limonense                                     | C4                                            | Limonense                                     | 0 | 0  | 1                                              | 2                                              |                                                |                                                |  |    |                                                |                                                |                                                |                                                |  |
|  | 2° A                                          | Limonense                                     |                                               |                                               |   |    |                                                |                                                |                                                |                                                |  |    |                                                |                                                |                                                |                                                |  |
|  | 3° B                                          | Guanacasteca                                  | 2                                             | 0                                             |   |    |                                                |                                                |                                                |                                                |  |    |                                                |                                                |                                                |                                                |  |
|  | 3° B                                          | Guanacasteca                                  | 2                                             | 0                                             |   |    |                                                |                                                |                                                |                                                |  |    |                                                |                                                |                                                |                                                |  |
|  |                                               |                                               |                                               |                                               |   |    |                                                |                                                |                                                |                                                |  |    |                                                |                                                |                                                |                                                |  |

#### Cuartos de final
| Equipo 1            | Agr. | Equipo 2     | Ida | Vuelta |
| ------------------- | ---- | ------------ | --- | ------ |
| Grecia              | 5–1  | Coto Brus    | 2–0 | 3–1    |
| Limonense           | 3–2  | Guanacasteca | 1–2 | 2–0    |
| Saprissa de Corazón | 6–4  | Ramonense    | 2–3 | 4–1    |
| América             | 2–5  | Turrialba    | 1–1 | 1–4    |

#### Semifinales
| Equipo 1            | Agr. | Equipo 2  | Ida | Vuelta |
| ------------------- | ---- | --------- | --- | ------ |
| Grecia              | 4–0  | Limonense | 1–0 | 3–0    |
| Saprissa de Corazón | 3–0  | Turrialba | 1–0 | 2–0    |

#### Final
| Equipo 1            | Agr. | Equipo 2 | Ida | Vuelta |
| ------------------- | ---- | -------- | --- | ------ |
| Saprissa de Corazón | 1–2  | Grecia   | 1–2 | 0–0    |

## Torneo de Clausura

### Fase de clasificación

#### Grupo A
| Pos. | Equipo               | Pts. | PJ | PG | PE | PP | GF | GC | Dif. |
| ---- | -------------------- | ---- | -- | -- | -- | -- | -- | -- | ---- |
| 1.º  | Grecia               | 48   | 20 | 15 | 3  | 2  | 50 | 14 | 36   |
| 2.º  | Ramonense            | 45   | 20 | 15 | 0  | 5  | 48 | 20 | 28   |
| 3.º  | América              | 37   | 20 | 10 | 7  | 3  | 32 | 14 | 18   |
| 4.º  | Guanacasteca         | 32   | 20 | 10 | 2  | 8  | 32 | 23 | 9    |
| 5.º  | Zarcero              | 30   | 20 | 9  | 3  | 8  | 31 | 31 | 0    |
| 6.º  | Santacruceña         | 29   | 20 | 9  | 2  | 9  | 27 | 27 | 0    |
| 7.º  | Municipal Puntarenas | 27   | 20 | 8  | 3  | 9  | 30 | 28 | 2    |
| 8.º  | Cartagena            | 20   | 20 | 6  | 2  | 12 | 24 | 37 | −13  |
| 9.º  | El Roble             | 19   | 20 | 5  | 4  | 11 | 25 | 43 | −18  |
| 10.º | Belén                | 18   | 20 | 5  | 3  | 12 | 26 | 36 | −10  |
| 11.º | Barrealeña           | 10   | 20 | 3  | 1  | 16 | 12 | 60 | −48  |

|  | Clasifica a los cuartos de final |

#### Grupo B
| Pos. | Equipo              | Pts. | PJ | PG | PE | PP | GF | GC | Dif. |
| ---- | ------------------- | ---- | -- | -- | -- | -- | -- | -- | ---- |
| 1.º  | Saprissa de Corazón | 44   | 22 | 13 | 5  | 4  | 42 | 22 | 20   |
| 2.º  | Barrio México       | 43   | 22 | 13 | 4  | 5  | 36 | 24 | 12   |
| 3.º  | Sagrada Familia     | 42   | 22 | 12 | 6  | 4  | 37 | 23 | 14   |
| 4.º  | Paraíso             | 40   | 22 | 12 | 4  | 6  | 38 | 27 | 11   |
| 5.º  | Limonense           | 36   | 22 | 10 | 6  | 6  | 41 | 29 | 12   |
| 6.º  | Turrialba           | 35   | 22 | 10 | 5  | 7  | 45 | 32 | 13   |
| 7.º  | Cariari             | 30   | 22 | 8  | 6  | 8  | 29 | 31 | −2   |
| 8.º  | Uruguay             | 24   | 22 | 6  | 6  | 10 | 24 | 32 | −8   |
| 9.º  | Orión               | 19   | 22 | 4  | 7  | 11 | 27 | 42 | −15  |
| 10.º | Aserrí              | 17   | 22 | 3  | 8  | 11 | 28 | 41 | −13  |
| 11.º | Puriscal            | 17   | 22 | 4  | 5  | 13 | 21 | 44 | −23  |
| 12.º | Coto Brus           | 15   | 22 | 3  | 6  | 13 | 30 | 51 | −21  |

|  | Clasifica a los cuartos de final |

### Tabla acumulada de la temporada
| Pos. | Equipo               | Pts. | PJ | PG | PE | PP | GF | GC  | Dif. |
| ---- | -------------------- | ---- | -- | -- | -- | -- | -- | --- | ---- |
| 1.º  | Grecia               | 94   | 40 | 29 | 7  | 4  | 89 | 29  | 60   |
| 2.º  | Saprissa de Corazón  | 93   | 44 | 28 | 9  | 7  | 88 | 42  | 46   |
| 3.º  | Ramonense            | 80   | 40 | 25 | 5  | 10 | 82 | 41  | 41   |
| 4.º  | América              | 76   | 40 | 21 | 13 | 6  | 69 | 30  | 39   |
| 5.º  | Limonense            | 76   | 44 | 21 | 13 | 10 | 80 | 51  | 29   |
| 6.º  | Turrialba            | 73   | 44 | 21 | 10 | 13 | 89 | 66  | 23   |
| 7.º  | Barrio México        | 72   | 44 | 21 | 9  | 14 | 73 | 60  | 13   |
| 8.º  | Guanacasteca         | 70   | 40 | 20 | 10 | 10 | 68 | 39  | 29   |
| 9.º  | Paraíso              | 65   | 44 | 19 | 8  | 17 | 66 | 70  | −4   |
| 10.º | Sagrada Familia      | 64   | 44 | 17 | 13 | 14 | 58 | 61  | −3   |
| 11.º | Cariari              | 62   | 44 | 16 | 14 | 14 | 68 | 58  | 10   |
| 12.º | Zarcero              | 53   | 40 | 15 | 8  | 17 | 53 | 59  | −6   |
| 13.º | Santacruceña         | 51   | 40 | 15 | 6  | 19 | 59 | 58  | 1    |
| 14.º | Uruguay              | 51   | 44 | 13 | 12 | 19 | 58 | 66  | −8   |
| 15.º | Orión                | 51   | 44 | 13 | 12 | 19 | 56 | 71  | −15  |
| 16.º | Coto Brus            | 50   | 44 | 13 | 11 | 20 | 72 | 87  | −15  |
| 17.º | El Roble             | 43   | 40 | 11 | 10 | 19 | 59 | 85  | −26  |
| 18.º | Municipal Puntarenas | 41   | 40 | 11 | 8  | 21 | 56 | 69  | −13  |
| 19.º | Cartagena            | 40   | 40 | 10 | 10 | 20 | 52 | 74  | −22  |
| 20.º | Belén                | 38   | 40 | 10 | 8  | 22 | 47 | 78  | −31  |
| 21.º | Aserrí               | 37   | 44 | 6  | 19 | 19 | 57 | 78  | −21  |
| 22.º | Barrealeña           | 30   | 40 | 9  | 3  | 28 | 36 | 104 | −68  |
| 23.º | Puriscal             | 29   | 44 | 7  | 8  | 29 | 44 | 99  | −55  |

|  | Ascendido a Primera División  |
|  | Descendido a Tercera División |

### Fase final

#### Cuadro de desarrollo
|  | Cuartos de final                                  | Cuartos de final                                  | Cuartos de final                                  | Cuartos de final                                  |   |    | Semifinales                                         | Semifinales                                         | Semifinales                                         | Semifinales                                         |  |    | Final                                          | Final                                          | Final                                          | Final                                          |  |
|  | 26 de noviembre (ida) 2 / 3 de diciembre (vuelta) | 26 de noviembre (ida) 2 / 3 de diciembre (vuelta) | 26 de noviembre (ida) 2 / 3 de diciembre (vuelta) | 26 de noviembre (ida) 2 / 3 de diciembre (vuelta) |   |    | 10 de diciembre (ida) 15 / 17 de diciembre (vuelta) | 10 de diciembre (ida) 15 / 17 de diciembre (vuelta) | 10 de diciembre (ida) 15 / 17 de diciembre (vuelta) | 10 de diciembre (ida) 15 / 17 de diciembre (vuelta) |  |    | 20 de diciembre (ida) 23 de diciembre (vuelta) | 20 de diciembre (ida) 23 de diciembre (vuelta) | 20 de diciembre (ida) 23 de diciembre (vuelta) | 20 de diciembre (ida) 23 de diciembre (vuelta) |  |
|  |                                                   |                                                   |                                                   |                                                   |   |    |                                                     |                                                     |                                                     |                                                     |  |    |                                                |                                                |                                                |                                                |  |
|  |                                                   |                                                   |                                                   |                                                   |   |    |                                                     |                                                     |                                                     |                                                     |  |    |                                                |                                                |                                                |                                                |  |
|  | 1° A                                              | Grecia                                            | 1                                                 | 2                                                 |   |    |                                                     |                                                     |                                                     |                                                     |  |    |                                                |                                                |                                                |                                                |  |
|  | 1° A                                              | Grecia                                            | 1                                                 | 2                                                 |   |    |                                                     |                                                     |                                                     |                                                     |  |    |                                                |                                                |                                                |                                                |  |
|  | 4° B                                              | Paraíso                                           | 0                                                 | 0                                                 |   |    |                                                     |                                                     |                                                     |                                                     |  |    |                                                |                                                |                                                |                                                |  |
|  | 4° B                                              | Paraíso                                           | 0                                                 | 0                                                 |   | C1 | Grecia                                              | 0                                                   | 1                                                   |                                                     |  |    |                                                |                                                |                                                |                                                |  |
|  |                                                   |                                                   |                                                   |                                                   |   | C1 | Grecia                                              | 0                                                   | 1                                                   |                                                     |  |    |                                                |                                                |                                                |                                                |  |
|  |                                                   |                                                   | C2                                                | Barrio México                                     | 1 | 2  |                                                     |                                                     |                                                     |                                                     |  |    |                                                |                                                |                                                |                                                |  |
|  | 2° B                                              | Barrio México                                     | C2                                                | Barrio México                                     | 1 | 2  | 2                                                   | 3                                                   |                                                     |                                                     |  |    |                                                |                                                |                                                |                                                |  |
|  | 2° B                                              | Barrio México                                     |                                                   |                                                   |   |    |                                                     |                                                     |                                                     |                                                     |  |    |                                                |                                                |                                                |                                                |  |
|  | 3° A                                              | América                                           | 2                                                 | 1                                                 |   |    |                                                     |                                                     |                                                     |                                                     |  |    |                                                |                                                |                                                |                                                |  |
|  | 3° A                                              | América                                           | 2                                                 | 1                                                 |   |    |                                                     |                                                     |                                                     |                                                     |  | F1 | Barrio México                                  | 2                                              | 0                                              |                                                |  |
|  |                                                   |                                                   |                                                   |                                                   |   |    |                                                     |                                                     |                                                     |                                                     |  | F1 | Barrio México                                  | 2                                              | 0                                              |                                                |  |
|  |                                                   |                                                   | F2                                                | Ramonense                                         | 1 | 3  |                                                     |                                                     |                                                     |                                                     |  |    |                                                |                                                |                                                |                                                |  |
|  | 1° B                                              | Saprissa                                          | F2                                                | Ramonense                                         | 1 | 3  | 1                                                   | 0                                                   |                                                     |                                                     |  |    |                                                |                                                |                                                |                                                |  |
|  | 1° B                                              | Saprissa                                          |                                                   |                                                   |   |    |                                                     |                                                     |                                                     |                                                     |  |    |                                                |                                                |                                                |                                                |  |
|  | 4° A                                              | Guanacasteca                                      | 2                                                 | 0                                                 |   |    |                                                     |                                                     |                                                     |                                                     |  |    |                                                |                                                |                                                |                                                |  |
|  | 4° A                                              | Guanacasteca                                      | 2                                                 | 0                                                 |   | C3 | Ramonense                                           | 2                                                   | 2                                                   |                                                     |  |    |                                                |                                                |                                                |                                                |  |
|  |                                                   |                                                   |                                                   |                                                   |   | C3 | Ramonense                                           | 2                                                   | 2                                                   |                                                     |  |    |                                                |                                                |                                                |                                                |  |
|  |                                                   |                                                   | C4                                                | Guanacasteca                                      | 3 | 0  |                                                     |                                                     |                                                     |                                                     |  |    |                                                |                                                |                                                |                                                |  |
|  | 2° A                                              | Ramonense                                         | C4                                                | Guanacasteca                                      | 3 | 0  | 2                                                   | 2                                                   |                                                     |                                                     |  |    |                                                |                                                |                                                |                                                |  |
|  | 2° A                                              | Ramonense                                         |                                                   |                                                   |   |    |                                                     |                                                     |                                                     |                                                     |  |    |                                                |                                                |                                                |                                                |  |
|  | 3° B                                              | Sagrada Familia                                   | 0                                                 | 2                                                 |   |    |                                                     |                                                     |                                                     |                                                     |  |    |                                                |                                                |                                                |                                                |  |
|  | 3° B                                              | Sagrada Familia                                   | 0                                                 | 2                                                 |   |    |                                                     |                                                     |                                                     |                                                     |  |    |                                                |                                                |                                                |                                                |  |
|  |                                                   |                                                   |                                                   |                                                   |   |    |                                                     |                                                     |                                                     |                                                     |  |    |                                                |                                                |                                                |                                                |  |

#### Cuartos de final
| Equipo 1            | Agr. | Equipo 2        | Ida | Vuelta |
| ------------------- | ---- | --------------- | --- | ------ |
| Grecia              | 3–0  | Paraíso         | 1–0 | 2–0    |
| Barrio México       | 5–3  | América         | 2–2 | 3–1    |
| Saprissa de Corazón | 1–2  | Guanacasteca    | 1–2 | 0–0    |
| Ramonense           | 4–2  | Sagrada Familia | 2–0 | 2–2    |

#### Semifinales
| Equipo 1  | Agr. | Equipo 2      | Ida | Vuelta |
| --------- | ---- | ------------- | --- | ------ |
| Grecia    | 1–3  | Barrio México | 0–1 | 1–2    |
| Ramonense | 4–3  | Guanacasteca  | 2–3 | 2–0    |

#### Final
| Equipo 1      | Agr. | Equipo 2  | Ida | Vuelta |
| ------------- | ---- | --------- | --- | ------ |
| Barrio México | 2–4  | Ramonense | 2–1 | 0–3    |

## Final nacional

### Ramonense - Grecia
| 18 de mayo de 2008, 11:00 | Grecia                                             | 2:1 (2:0) | Ramonense            | Estadio Allen Riggioni, Grecia, Alajuela |                         |
|                           | - Gustavo Hernández 8' - Luis Guillermo Campos 32' | Reporte   | - Víctor Cordero 75' | Árbitro(s): Rafael Vega                  | Árbitro(s): Rafael Vega |

| 25 de mayo de 2008, 11:00 | Ramonense                                                                             | 2:1 (1:1, 1:1) (4:3 p.)(Global 3:3) | Grecia                                                                            | Estadio Guillermo Vargas, San Ramón, Alajuela |                          |
|                           | - Víctor Cordero 14' - Kenneth Dinarte 84'                                            | Reporte                             | - Ronald Rodríguez 9'                                                             | Árbitro(s): Jeffry Solís                      | Árbitro(s): Jeffry Solís |
|                           |                                                                                       | Tiros desde el punto penal          |                                                                                   |                                               |                          |
|                           | - Warren Granados - Raymer Solano - Cristian Cordero - Johan Perafán - Víctor Cordero |                                     | - Josef Miso - José Sánchez - Ronald Rodríguez - Logan Santamaría - Roger Estrada |                                               |                          |

#### Final - ida
| -     | POR   | José Cruz             |     |
|       | DEF   | Ronald Rodríguez      |     |
|       | DEF   | Alejandro Núñez       |     |
|       | DEF   | Jorge Vargas          |     |
|       | DEF   | Gustavo Alvarado      |     |
|       | MED   | José Octavio Navarro  | 64' |
|       | MED   | César González        |     |
|       | MED   | Álvaro Sánchez        |     |
|       | MED   | Logan Santamaría      | 52' |
|       | DEL   | Luis Guillermo Campos |     |
|       | DEL   | Gustavo Hernández     | 57' |
| D. T. | D. T. | Hernán Fernando Sosa  |     |

| -     | POR   | Gabriel López      |     |
|       | DEF   | Lee Zapata         |     |
|       | DEF   | Diego Valerio      | 63' |
|       | DEF   | Jeffry Muñoz       |     |
|       | DEF   | Luis Rojas         | 82' |
|       | MED   | Raymond Fernández  |     |
|       | MED   | Wilfredo Zúñiga    |     |
|       | MED   | Jorge Davis        |     |
|       | MED   | Warren Granados    |     |
|       | DEL   | Raymer Solano      |     |
|       | DEL   | Sebastián Argüello | 58' |
| D. T. | D. T. | Orlando de León    |     |

| - | MED | Armando Villalobos | 52' |
|   | DEL | Juan Martín Juárez | 57' |
|   | MED | Mauricio Alpízar   | 64' |

| - | DEL | Víctor Cordero     | 58' |
|   | DEF | Johan Preafán      | 63' |
|   | MED | Christian Cisneros | 82' |

| 8' · 32' | Gustavo Hernández Luis Guillermo Campos | 1:0 2:0 |

| 75' | Víctor Cordero | 2:1 |

| 80' | Lee Zapata |

| Principal  | Rafael Vega      |
| Asistentes | Marvin Ramírez   |
|            | Fabián Baltodano |

| -     | POR   | José Cruz             |     |
|       | DEF   | Ronald Rodríguez      |     |
|       | DEF   | Alejandro Núñez       |     |
|       | DEF   | Jorge Vargas          |     |
|       | DEF   | Gustavo Alvarado      |     |
|       | MED   | José Octavio Navarro  | 64' |
|       | MED   | César González        |     |
|       | MED   | Álvaro Sánchez        |     |
|       | MED   | Logan Santamaría      | 52' |
|       | DEL   | Luis Guillermo Campos |     |
|       | DEL   | Gustavo Hernández     | 57' |
| D. T. | D. T. | Hernán Fernando Sosa  |     |

| -     | POR   | Gabriel López      |     |
|       | DEF   | Lee Zapata         |     |
|       | DEF   | Diego Valerio      | 63' |
|       | DEF   | Jeffry Muñoz       |     |
|       | DEF   | Luis Rojas         | 82' |
|       | MED   | Raymond Fernández  |     |
|       | MED   | Wilfredo Zúñiga    |     |
|       | MED   | Jorge Davis        |     |
|       | MED   | Warren Granados    |     |
|       | DEL   | Raymer Solano      |     |
|       | DEL   | Sebastián Argüello | 58' |
| D. T. | D. T. | Orlando de León    |     |

| - | MED | Armando Villalobos | 52' |
|   | DEL | Juan Martín Juárez | 57' |
|   | MED | Mauricio Alpízar   | 64' |

| - | DEL | Víctor Cordero     | 58' |
|   | DEF | Johan Preafán      | 63' |
|   | MED | Christian Cisneros | 82' |

| 8' · 32' | Gustavo Hernández Luis Guillermo Campos | 1:0 2:0 |

| 75' | Víctor Cordero | 2:1 |

| 80' | Lee Zapata |

| Principal  | Rafael Vega      |
| Asistentes | Marvin Ramírez   |
|            | Fabián Baltodano |

| -     | POR   | José Cruz             |     |
|       | DEF   | Ronald Rodríguez      |     |
|       | DEF   | Alejandro Núñez       |     |
|       | DEF   | Jorge Vargas          |     |
|       | DEF   | Gustavo Alvarado      |     |
|       | MED   | José Octavio Navarro  | 64' |
|       | MED   | César González        |     |
|       | MED   | Álvaro Sánchez        |     |
|       | MED   | Logan Santamaría      | 52' |
|       | DEL   | Luis Guillermo Campos |     |
|       | DEL   | Gustavo Hernández     | 57' |
| D. T. | D. T. | Hernán Fernando Sosa  |     |

| -     | POR   | Gabriel López      |     |
|       | DEF   | Lee Zapata         |     |
|       | DEF   | Diego Valerio      | 63' |
|       | DEF   | Jeffry Muñoz       |     |
|       | DEF   | Luis Rojas         | 82' |
|       | MED   | Raymond Fernández  |     |
|       | MED   | Wilfredo Zúñiga    |     |
|       | MED   | Jorge Davis        |     |
|       | MED   | Warren Granados    |     |
|       | DEL   | Raymer Solano      |     |
|       | DEL   | Sebastián Argüello | 58' |
| D. T. | D. T. | Orlando de León    |     |

| - | MED | Armando Villalobos | 52' |
|   | DEL | Juan Martín Juárez | 57' |
|   | MED | Mauricio Alpízar   | 64' |

| - | DEL | Víctor Cordero     | 58' |
|   | DEF | Johan Preafán      | 63' |
|   | MED | Christian Cisneros | 82' |

| 8' · 32' | Gustavo Hernández Luis Guillermo Campos | 1:0 2:0 |

| 75' | Víctor Cordero | 2:1 |

| 80' | Lee Zapata |

| Principal  | Rafael Vega      |
| Asistentes | Marvin Ramírez   |
|            | Fabián Baltodano |

| -     | POR   | José Cruz             |     |
|       | DEF   | Ronald Rodríguez      |     |
|       | DEF   | Alejandro Núñez       |     |
|       | DEF   | Jorge Vargas          |     |
|       | DEF   | Gustavo Alvarado      |     |
|       | MED   | José Octavio Navarro  | 64' |
|       | MED   | César González        |     |
|       | MED   | Álvaro Sánchez        |     |
|       | MED   | Logan Santamaría      | 52' |
|       | DEL   | Luis Guillermo Campos |     |
|       | DEL   | Gustavo Hernández     | 57' |
| D. T. | D. T. | Hernán Fernando Sosa  |     |

| -     | POR   | Gabriel López      |     |
|       | DEF   | Lee Zapata         |     |
|       | DEF   | Diego Valerio      | 63' |
|       | DEF   | Jeffry Muñoz       |     |
|       | DEF   | Luis Rojas         | 82' |
|       | MED   | Raymond Fernández  |     |
|       | MED   | Wilfredo Zúñiga    |     |
|       | MED   | Jorge Davis        |     |
|       | MED   | Warren Granados    |     |
|       | DEL   | Raymer Solano      |     |
|       | DEL   | Sebastián Argüello | 58' |
| D. T. | D. T. | Orlando de León    |     |

| - | MED | Armando Villalobos | 52' |
|   | DEL | Juan Martín Juárez | 57' |
|   | MED | Mauricio Alpízar   | 64' |

| - | DEL | Víctor Cordero     | 58' |
|   | DEF | Johan Preafán      | 63' |
|   | MED | Christian Cisneros | 82' |

| 8' · 32' | Gustavo Hernández Luis Guillermo Campos | 1:0 2:0 |

| 75' | Víctor Cordero | 2:1 |

| 80' | Lee Zapata |

| Principal  | Rafael Vega      |
| Asistentes | Marvin Ramírez   |
|            | Fabián Baltodano |

#### Final - vuelta
| -     | POR   | Gabriel López      |     |
|       | DEF   | Diego Valerio      |     |
|       | DEF   | Jeffry Muñoz       |     |
|       | DEF   | Christian Cisneros | 47' |
|       | DEF   | Raymond Fernández  | 83' |
|       | MED   | Wilfredo Zúñiga    |     |
|       | MED   | Jorge Davis        |     |
|       | MED   | Warren Granados    |     |
|       | MED   | Cristian Cordero   |     |
|       | DEL   | Víctor Cordero     |     |
|       | DEL   | Sebastián Argüello | 65' |
| D. T. | D. T. | Orlando de León    |     |

| -     | POR   | José Cruz             |     |
|       | DEF   | José Sánchez          |     |
|       | DEF   | José Núñez            |     |
|       | DEF   | Roger Estrada         |     |
|       | DEF   | Jorge Vargas          |     |
|       | MED   | Ronald Rodríguez      |     |
|       | MED   | Gustavo Alvarado      | 70' |
|       | MED   | César González        |     |
|       | MED   | Logan Santamaría      |     |
|       | DEL   | Gustavo Hernández     | 63' |
|       | DEL   | Luis Guillermo Campos | 47' |
| D. T. | D. T. | Hernán Fernando Sosa  |     |

| - | MED | Raymer Solano   | 47' |
|   | DEF | Johan Perafán   | 65' |
|   | MED | Kenneth Dinarte | 83' |

| - | DEL | Josef Miso         | 47' |
|   | MED | Anel Porras        | 63' |
|   | MED | Armando Villalobos | 70' |

| 14' · 84' | Cristian Cordero Kenneth Dinarte | 1:1 2:1 |

| 9' | Ronald Rodríguez | 0:1 |

| Sí · Sí · Sí · Sí · No | Warren Granados Raymer Solano Cristian Cordero Johan Perafán Víctor Cordero | 1:1 2:2 3:3 4:3 |

| Sí · Sí · Sí · No · No | Josef Miso José Sánchez Ronald Rodríguez Logan Santamaría Roger Estrada | 0:1 1:2 2:3 3:3 4:3 |

| 88' | Diego Valerio |

| 95' | César González |

| Principal  | Jeffry Solís     |
| Asistentes | Osvaldo Luna     |
|            | Alejandro Orozco |

| -     | POR   | Gabriel López      |     |
|       | DEF   | Diego Valerio      |     |
|       | DEF   | Jeffry Muñoz       |     |
|       | DEF   | Christian Cisneros | 47' |
|       | DEF   | Raymond Fernández  | 83' |
|       | MED   | Wilfredo Zúñiga    |     |
|       | MED   | Jorge Davis        |     |
|       | MED   | Warren Granados    |     |
|       | MED   | Cristian Cordero   |     |
|       | DEL   | Víctor Cordero     |     |
|       | DEL   | Sebastián Argüello | 65' |
| D. T. | D. T. | Orlando de León    |     |

| -     | POR   | José Cruz             |     |
|       | DEF   | José Sánchez          |     |
|       | DEF   | José Núñez            |     |
|       | DEF   | Roger Estrada         |     |
|       | DEF   | Jorge Vargas          |     |
|       | MED   | Ronald Rodríguez      |     |
|       | MED   | Gustavo Alvarado      | 70' |
|       | MED   | César González        |     |
|       | MED   | Logan Santamaría      |     |
|       | DEL   | Gustavo Hernández     | 63' |
|       | DEL   | Luis Guillermo Campos | 47' |
| D. T. | D. T. | Hernán Fernando Sosa  |     |

| - | MED | Raymer Solano   | 47' |
|   | DEF | Johan Perafán   | 65' |
|   | MED | Kenneth Dinarte | 83' |

| - | DEL | Josef Miso         | 47' |
|   | MED | Anel Porras        | 63' |
|   | MED | Armando Villalobos | 70' |

| 14' · 84' | Cristian Cordero Kenneth Dinarte | 1:1 2:1 |

| 9' | Ronald Rodríguez | 0:1 |

| Sí · Sí · Sí · Sí · No | Warren Granados Raymer Solano Cristian Cordero Johan Perafán Víctor Cordero | 1:1 2:2 3:3 4:3 |

| Sí · Sí · Sí · No · No | Josef Miso José Sánchez Ronald Rodríguez Logan Santamaría Roger Estrada | 0:1 1:2 2:3 3:3 4:3 |

| 88' | Diego Valerio |

| 95' | César González |

| Principal  | Jeffry Solís     |
| Asistentes | Osvaldo Luna     |
|            | Alejandro Orozco |

| -     | POR   | Gabriel López      |     |
|       | DEF   | Diego Valerio      |     |
|       | DEF   | Jeffry Muñoz       |     |
|       | DEF   | Christian Cisneros | 47' |
|       | DEF   | Raymond Fernández  | 83' |
|       | MED   | Wilfredo Zúñiga    |     |
|       | MED   | Jorge Davis        |     |
|       | MED   | Warren Granados    |     |
|       | MED   | Cristian Cordero   |     |
|       | DEL   | Víctor Cordero     |     |
|       | DEL   | Sebastián Argüello | 65' |
| D. T. | D. T. | Orlando de León    |     |

| -     | POR   | José Cruz             |     |
|       | DEF   | José Sánchez          |     |
|       | DEF   | José Núñez            |     |
|       | DEF   | Roger Estrada         |     |
|       | DEF   | Jorge Vargas          |     |
|       | MED   | Ronald Rodríguez      |     |
|       | MED   | Gustavo Alvarado      | 70' |
|       | MED   | César González        |     |
|       | MED   | Logan Santamaría      |     |
|       | DEL   | Gustavo Hernández     | 63' |
|       | DEL   | Luis Guillermo Campos | 47' |
| D. T. | D. T. | Hernán Fernando Sosa  |     |

| - | MED | Raymer Solano   | 47' |
|   | DEF | Johan Perafán   | 65' |
|   | MED | Kenneth Dinarte | 83' |

| - | DEL | Josef Miso         | 47' |
|   | MED | Anel Porras        | 63' |
|   | MED | Armando Villalobos | 70' |

| 14' · 84' | Cristian Cordero Kenneth Dinarte | 1:1 2:1 |

| 9' | Ronald Rodríguez | 0:1 |

| Sí · Sí · Sí · Sí · No | Warren Granados Raymer Solano Cristian Cordero Johan Perafán Víctor Cordero | 1:1 2:2 3:3 4:3 |

| Sí · Sí · Sí · No · No | Josef Miso José Sánchez Ronald Rodríguez Logan Santamaría Roger Estrada | 0:1 1:2 2:3 3:3 4:3 |

| 88' | Diego Valerio |

| 95' | César González |

| Principal  | Jeffry Solís     |
| Asistentes | Osvaldo Luna     |
|            | Alejandro Orozco |

| -     | POR   | Gabriel López      |     |
|       | DEF   | Diego Valerio      |     |
|       | DEF   | Jeffry Muñoz       |     |
|       | DEF   | Christian Cisneros | 47' |
|       | DEF   | Raymond Fernández  | 83' |
|       | MED   | Wilfredo Zúñiga    |     |
|       | MED   | Jorge Davis        |     |
|       | MED   | Warren Granados    |     |
|       | MED   | Cristian Cordero   |     |
|       | DEL   | Víctor Cordero     |     |
|       | DEL   | Sebastián Argüello | 65' |
| D. T. | D. T. | Orlando de León    |     |

| -     | POR   | José Cruz             |     |
|       | DEF   | José Sánchez          |     |
|       | DEF   | José Núñez            |     |
|       | DEF   | Roger Estrada         |     |
|       | DEF   | Jorge Vargas          |     |
|       | MED   | Ronald Rodríguez      |     |
|       | MED   | Gustavo Alvarado      | 70' |
|       | MED   | César González        |     |
|       | MED   | Logan Santamaría      |     |
|       | DEL   | Gustavo Hernández     | 63' |
|       | DEL   | Luis Guillermo Campos | 47' |
| D. T. | D. T. | Hernán Fernando Sosa  |     |

| - | MED | Raymer Solano   | 47' |
|   | DEF | Johan Perafán   | 65' |
|   | MED | Kenneth Dinarte | 83' |

| - | DEL | Josef Miso         | 47' |
|   | MED | Anel Porras        | 63' |
|   | MED | Armando Villalobos | 70' |

| 14' · 84' | Cristian Cordero Kenneth Dinarte | 1:1 2:1 |

| 9' | Ronald Rodríguez | 0:1 |

| Sí · Sí · Sí · Sí · No | Warren Granados Raymer Solano Cristian Cordero Johan Perafán Víctor Cordero | 1:1 2:2 3:3 4:3 |

| Sí · Sí · Sí · No · No | Josef Miso José Sánchez Ronald Rodríguez Logan Santamaría Roger Estrada | 0:1 1:2 2:3 3:3 4:3 |

| 88' | Diego Valerio |

| 95' | César González |

| Principal  | Jeffry Solís     |
| Asistentes | Osvaldo Luna     |
|            | Alejandro Orozco |

|                         |
| Campeón A. D. Ramonense |
| 4.to título             |

## Estadísticas

### Tabla de goleadores
Lista con los máximos anotadores de la temporada.
| Pos. | Jugador        | Equipo    | Goles |
| ---- | -------------- | --------- | ----- |
| 1.º  | Kenneth Solano | Turrialba | 30    |
| 1.º  | Hanswell Ewers | Limonense | 30    |